# Pigeonnier de Chèze
Le pigeonnier de Chèze est un colombier construit au XVIIIe siècle.

## Situation
Il est situé au centre du village de Chèze dans le département des Hautes-Pyrénées en région Occitanie.

## Historique
Mentionné sur le plan plan cadastral napoléonien de Chèze  de 1835, ce pigeonnier est répertorié sous cette dénomination depuis 1913.
Le pigeonnier date du XVIIe siècle. Il est inscrit aux au titre des monuments historiques par arrêté du 22 février 2010.

## Description
Le monument se présente sous la forme d'une tour carrée couverte d'une toiture d'ardoise à quatre pans et percée de quatre lucarnes, la porte sud-est est surmontée d'un linteau monolithe en schiste. 
On trouve des ouvertures superposées, quatre sur la face sud-est et douze sur la face nord-ouest, encadrant quatre grandes fenêtres. Des planchettes soutenues par des consoles de bois servent de table d'envol.

## Galerie

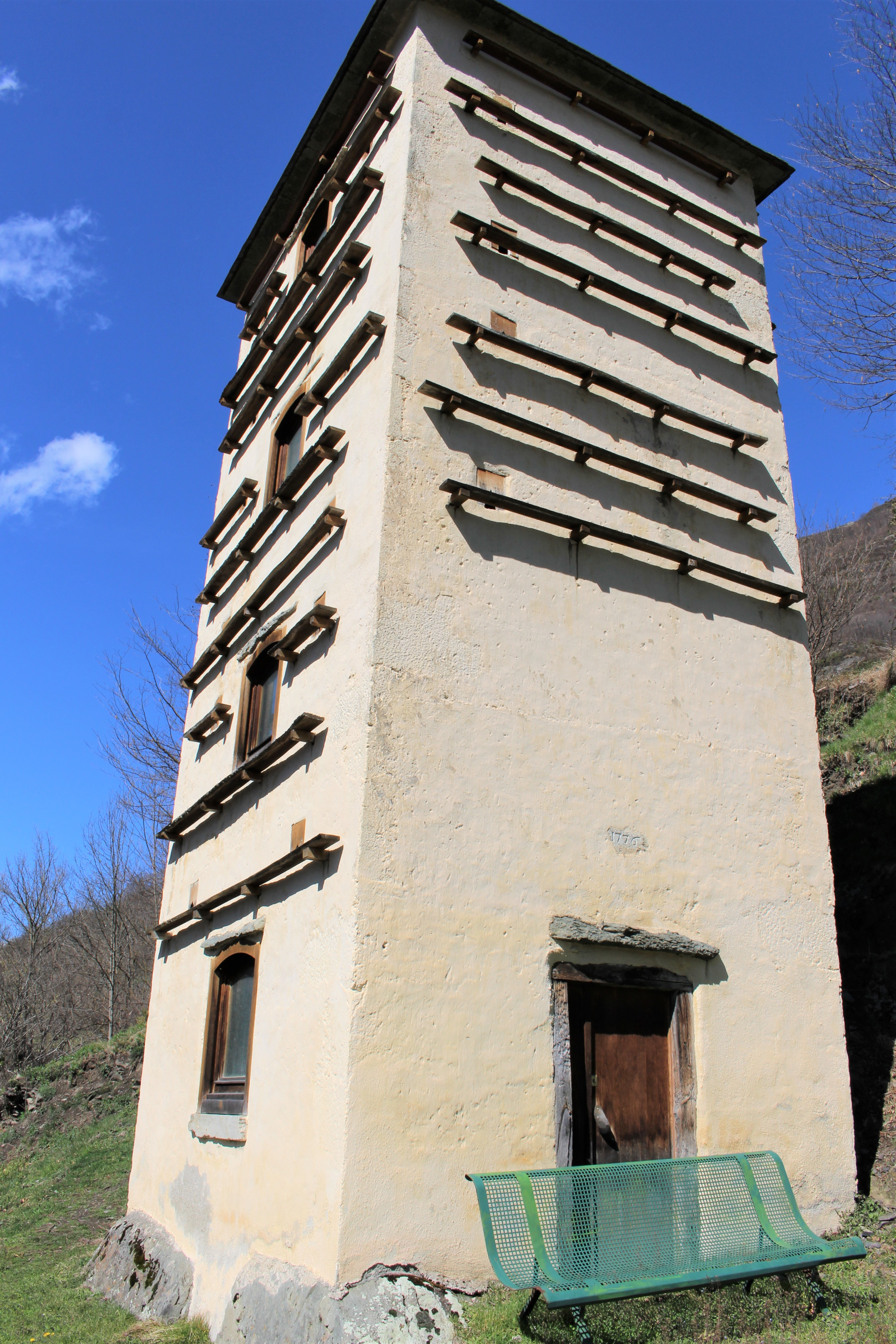
Façade sud.
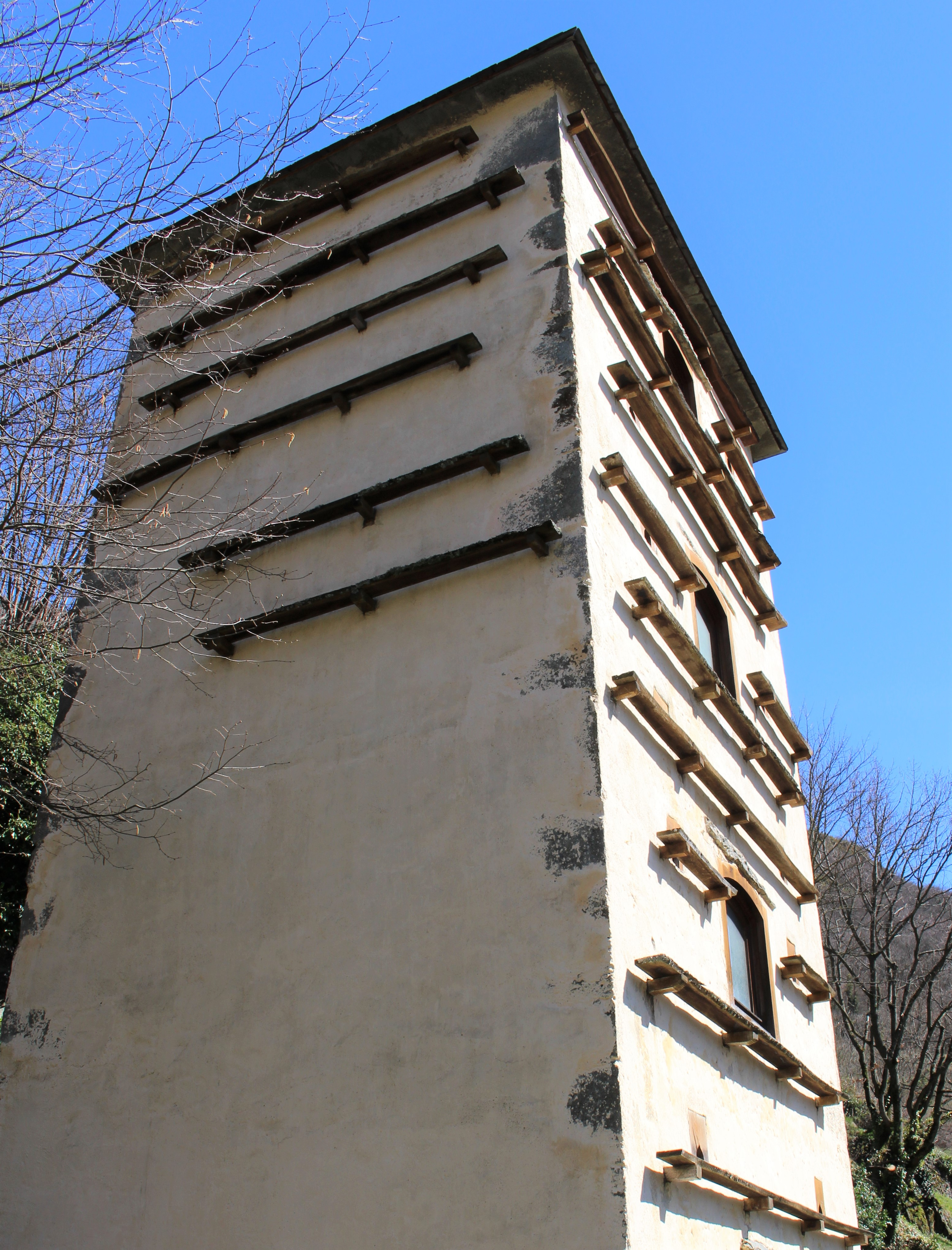
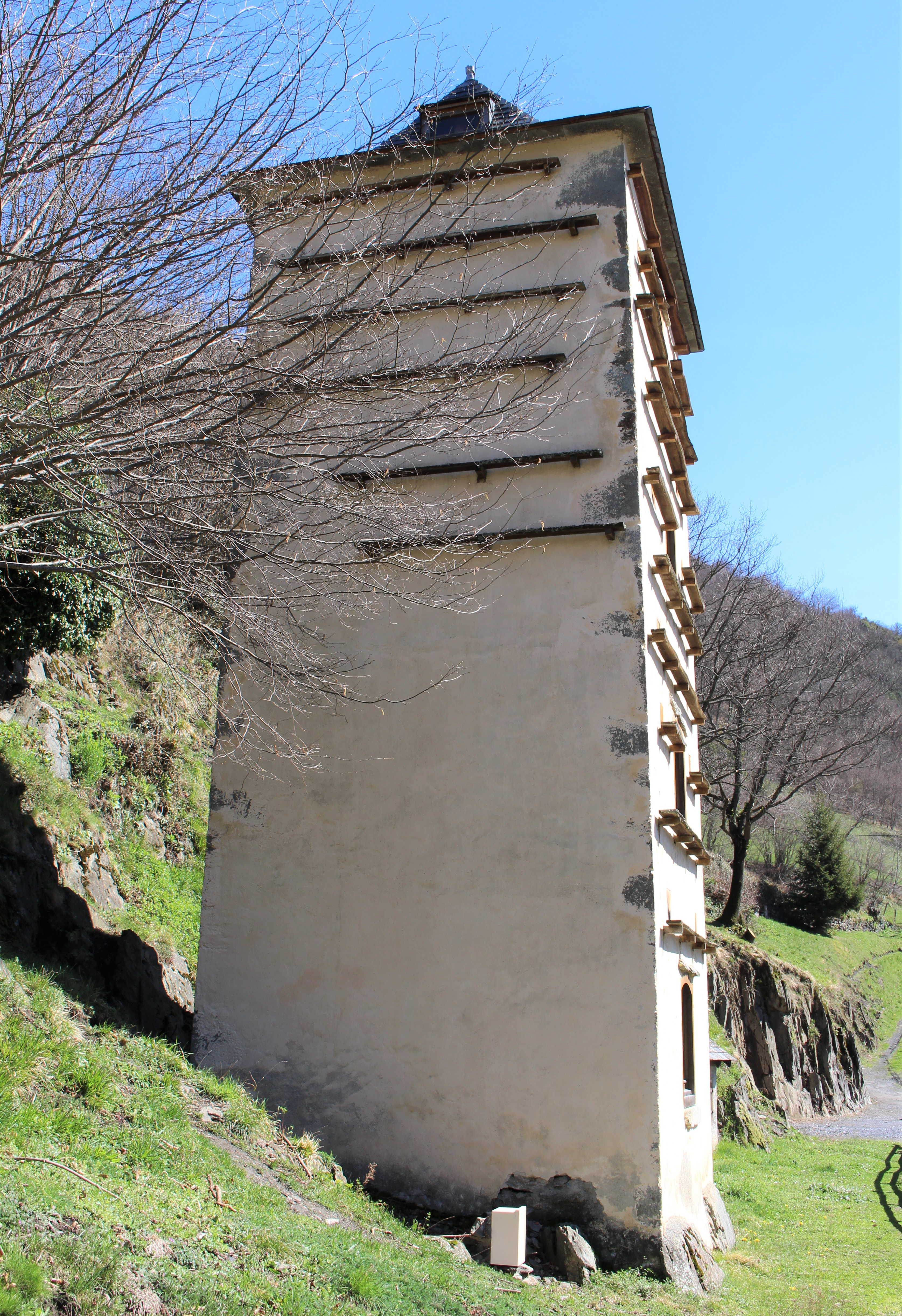
Façade nord.